# Archichlora pavonina
Archichlora pavonina är en fjärilsart som beskrevs av Claude Herbulot 1960. Archichlora pavonina ingår i släktet Archichlora och familjen mätare. Inga underarter finns listade i Catalogue of Life.